# Гусак (Брестская область)
Гусак (бел. Гуса́к) ― деревня в Малоритском районе Брестской области Беларуси. Входит в состав Великоритского сельсовета.

## География

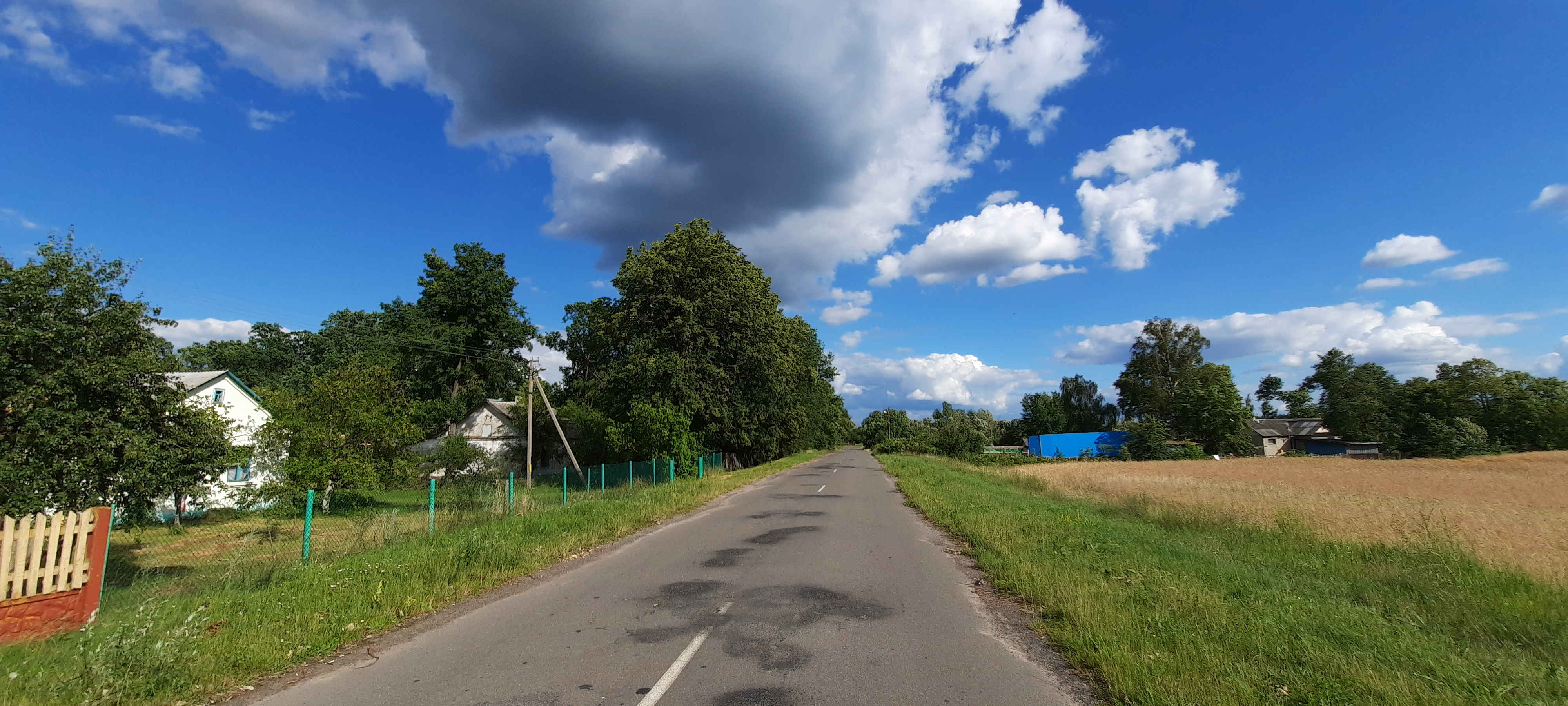

Деревня расположена в 20 км на север от Малориты и 36 км на юго-восток от Бреста.
Пролегает трасса Р-17.
Ближайшие населённые пункты Великорита, Дубично и др.

### Гидрография
Река Рита.

## История
В 1905 году в Великорытской волости Брестского уезда Гродненской губернии.

## Население

### Численность
- 2019 год ― 157 жителей

### Динамика
- 1999 год ― 244 жителей (перепись населения)
- 2009 год ― 165 жителей (перепись населения)[2]
- 2019 год ― 157 жителей (перепись населения)

## Достопримечательность
- Здание почтовой станции, построенное в 1850 г. по типовому проекту.

Раньше это был целый комплекс, в который входило центральное здание, в котором размещались комнаты для путешественников, смотрителя вокзала и проезжих (прообраз гостиницы). В общем зале к услугам путешественников были самовар и закуски. А на станциях более высокого ранга можно было получать и горячее питание. В состав комплекса входили флигель (жилые постройки), где жили кучера, и система хозпостроек: конюшни, сараи для телег и повозок, сенохранилище. Главное здание своим фасадом обязательно выходило на дорогу. В нем толщина стен иногда доходила до метра. Заслуживает внимания и система отопления: внутри стен были устроены специальные каналы, благодаря которым все помещения можно было отапливать всего одной печью.
В настоящее время в здании почтовой станции в Гусаке располагается жилой дом.